# Черченська сільська рада (Камінь-Каширський район)
Черченська сільська рада — орган місцевого самоврядування у Камінь-Каширському районі Волинської області з адміністративним центром у с. Черче.

## Населені пункти
Сільській раді підпорядковані населені пункти:
- с. Черче
- с. Острівок
- с. Підбороччя

## Населення
Згідно з переписом УРСР 1989 року чисельність наявного населення сільської ради становила 2686 осіб, з яких 1297 чоловіків та 1389 жінок.
За переписом населення України 2001 року в сільській раді мешкали 2654 особи.

### Мова
Розподіл населення за рідною мовою за даними перепису 2001 року:
| Мова       | Відсоток |
| ---------- | -------- |
| українська | 99,74 %  |
| російська  | 0,26 %   |

## Склад ради
Рада складається з 16 депутатів та голови.

## Керівний склад сільської ради
| ПІБ                       | Основні відомості                                                 | Дата обрання | Дата звільнення |
| ------------------------- | ----------------------------------------------------------------- | ------------ | --------------- |
| Соколов Юрій Анатолійович | Сільський голова, 1957 року народження, освіта                    | 26.03.2006   | 31.10.2010      |
| Соколов Юрій Анатолійович | Сільський голова, 1957 року народження, освіта вища, безпартійний | 31.10.2010   |                 |

Примітка: таблиця складена за даними джерела